# Csaba Hegedűs
Csaba Hegedűs (ur. 6 września 1948 w Sárvár) – węgierski zapaśnik. Złoty medalista olimpijski z Monachium.
Walczył w stylu klasycznym. W 1972 triumfował w wadze do 82 kilogramów. Był mistrzem świata w 1971, w czempionacie Europy zwyciężył w 1976 i 1977). Wielokrotnie zostawał mistrzem kraju. Pracował jako trener, w latach 1979-1989 był szkoleniowcem kadry.
Jego brat Miklós także był zapaśnikiem.